# Cerro Sallani Yapu
Cerro Sallani Yapu är ett berg i Bolivia.   Det ligger i departementet Oruro, i den sydvästra delen av landet, 230 km väster om huvudstaden Sucre. Toppen på Cerro Sallani Yapu är 4 223 meter över havet, eller 157 meter över den omgivande terrängen. Bredden vid basen är 1,8 km.
Terrängen runt Cerro Sallani Yapu är kuperad norrut, men söderut är den platt. Trakten runt Cerro Sallani Yapu är nära nog obefolkad, med mindre än två invånare per kvadratkilometer..
Omgivningarna runt Cerro Sallani Yapu är i huvudsak ett öppet busklandskap.